# Pellegrino Bertacchi
Pellegrino Bertacchi (* 6. Juni 1567 in Camporgiano; † 22. August 1627 in Modena) war ein italienischer römisch-katholischer Bischof. Er war vom 22. März 1610 bis zu seinem Tod Bischof von Modena.

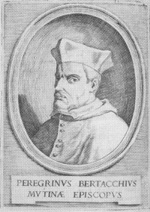
Pellegrino Bertacchi

Als Sekretär von Kardinal Alessandro d’Este und Vertrauter von Kardinal Pietro Campori war Pellegrino Bertacchi der Archetyp des Prälaten der katholischen Gegenreformation. Von der Geschichtsschreibung fast vergessen, unterschied er sich von seinen Vorgängern im Bistum Modena durch die Unterstützung der neuen Orden des 17. Jahrhunderts und durch die Förderung frommer Werke.

## Familie
Pellegrino Bertacchi wurde in Camporgiano in der Garfagnana als Sohn von Cesare Bertacchi und von Diamante Coiai, ebenfalls aus einer Adelsfamilie, in die adlige Familie Bertacchi geboren. Sein Vater war der Sohn des herzoglichen Verwalters von Herzog Alfonso I. d’Este in der Garfagnana. Seine Brüder waren Sigismondo, der seinem Vater als herzoglicher Verwalter nachfolgte, und Jacopo, Graf von Coriano und Ligonchio. Seine Onkel waren Domenico, Leibarzt des Herzogs, und Sigismondo, Historiker. Die Familie Bertacchi war damals auf dem Höhepunkt ihres Ruhmes und sehr loyal gegenüber der Familie d’Este, die ihr hohe Verwaltungsfunktionen in ihrem Staat übertrug.

## Leben
Es gibt nicht viele Informationen über die Jugend Bertacchis. Um 1590 wurde er zum Priester geweiht und zum Pfarrer der Pfarrkirche von Castelnuovo di Garfagnana ernannt, wohin sein Vater Cesare und seine Familie einige Jahre zuvor gezogen waren. Im Jahr 1592 fertige er die Liste der Familienoberhäupter der Stadt an und führte so die erste moderne Volkszählung von Castelnuovo di Garfagnana durch. Nach kurzer Zeit wurde Bertacchi in den Dienst von Kardinal Alessandro d’Este nach Rom berufen. Etwa fünf Jahre lang (1605–1610) war er mit verschiedenen diplomatischen Missionen betraut, insbesondere beim König von Spanien, bis er von Papst Paul V. zum Bischof von Modena (22. März 1610) ernannt wurde.
Während seiner ersten Jahre als Bischof von Modena wurde Bertacchi von Herzog Cesare d’Este wiederholt mit neuen Missionen in Spanien betraut, zuletzt 1621 zu Verhandlungen mit dem Herzog von Feria, dem Statthalter von Mailand, Karl Emanuel I. von Savoyen und Ambrogio Doria, dem Dogen von Genua. Neben seinen diplomatischen Aktivitäten für die Familie d’Este vernachlässigte Bertacchi auch seine seelsorgerischen Pflichten nicht.
Unmittelbar nach seiner Ernennung in Rom hielt der neue Bischof auf dem Rückweg mit Erlaubnis des Papstes und des Bischofs von Lucca im Jahr 1610 in seiner früheren Pfarrei Castelnuovo di Garfagnana eine Firmung ab. Im Jahr 1613 überredete er seinen Bruder Sigismondo, auf den Besitz eines Grundstücks in Castelnuovo di Garfagnana zu verzichten und es den Kapuzinern zu schenken, um dort ein Kloster zu errichten, das noch heute existiert. 1613 zog Herzog Alfonso III. d’Este, der unter dem Namen Pater Giambattista d’Este Kapuziner geworden war, dort ein. Am 28. Oktober 1615 weihte Bertacchi die von den Jesuitenpatres in Modena erbaute Kirche San Bartolomeo ein. Im Jahr 1616 war er Kandidat für das Kardinalsamt, aber es wurde Pietro Campori ernannt, obwohl Bertacchi von der römischen Kurie für die bessere Wahl gehalten wurde. Im August 1626 spendete er Isabella von Savoyen, der Frau von Alfons III. d’Este und Tochter des Herzogs von Savoyen, die Sterbesakramente. Der große Freund des Dichters Alessandro Tassoni verstarb kurz darauf (22. August 1627) und wurde in der Kathedrale von Modena beigesetzt. Der Historiker der Garfagnana, Anselmo Micotti, glaubt, dass seine Brüder Jacopo und Sigismondo das folgende Epitaph für ihn geschrieben haben:
D.O.M.

PEREGRINO BERTACCHIO MUTINAE EPISCOPO POST ANNUM LX

PEREGRINATIONEM CONSTANTER PIEQUE CONFECTAM AD COELESTEM UT SPES EST PATRIAM

II CALEND. SEPTEMBRIS REVOCATO

JACOBUS ET SIGISMUNDUS FRATRES AMANTISSIMI POSUERUNT
Seine Korrespondenz und seine Edikte werden heute in den Archiven der Diözese Modena und im Staatsarchiv von Modena aufbewahrt. Daraus geht hervor, dass Pellegrino Bertacchi der erste Modeneser Vertreter einer neuen Generation von Bischöfen war, die damit beschäftigt waren die Gesamtheit der Probleme der Kirche nach dem Konflikt mit dem Luthertum zu bewältigen. Seine pastorale Arbeit zeigt sein großes Anliegen, jeder Glaubensbekundung ihren Platz in der Gegenreformation zu geben.